# 德尔菲娜·塞里格
德菲因·克莱尔·贝尔蒂亚娜·塞里格（法語：Delphine Claire Beltiane Seyrig，法語發音：[dɛlfin sɛʁiɡ]；1932年4月10日—1990年10月15日）是法國演員。1963年，她因演出《穆里愛》而於第24屆威尼斯影展獲得最佳女演員，她最有名的電影是亞倫·雷奈導演的經典傑作《去年在馬倫巴》，該片為威尼斯影展金獅獎得主。

## 電影作品

### 演員
- 1961年:《去年在馬倫巴》(L'année dernière à Marienbad)
- 1963年:《穆里愛》(Muriel ou le Temps d'un retour)
- 1972年:《中產階級拘謹的魅力》(Le Charme discret de la bourgeoisie)
- 1972年:《豺狼之日》(The Day of the Jackal)
- 1975年:《珍妮德爾曼》(Jeanne Dielman, 23 quai du Commerce, 1080 Bruxelles)

## 外部連結
- 德尔菲娜·塞里格在互联网电影资料库（IMDb）上的資料（英文）
- 德尔菲娜·塞里格在豆瓣上的资料（简体中文）
- 開眼電影網上《德尔菲娜·塞里格》的資料（繁體中文）